# Символ номизмы
Символ или знак номизмы (𐆎, {\displaystyle {\overset {\mathrm {o} }{\mathrm {N} }}}) — типографский символ, который входит в группу «Древнегреческие цифры» (англ. Ancient Greek Numbers) стандарта Юникод. Оригинальное название — Nomisma sign (англ.); код — U+1018E. Используется для представления денежной единицы и единицы измерения массы Византии, являющейся местной версией солида (эквивалента 1⁄72 либры золота), — номизмы.

## Начертание
Основной вариант начертания символа («𐆎») состоит из первых двух букв древнегреческого слова Νομισμα (номизма): заглавной греческой буквы «Ν (ню, или ни)» и расположенной в её верхней части строчной греческой буквы «ο (омикрон)». Существует несколько исторических разновидностей знака, характеризующихся различными способами расположения одной или двух «ο» относительно «Ν»: сверху, внутри сверху и снизу поперечной косой линии, справа на строке и т. д. Существуют также варианты без использования омикрона. 
Конкретное современное начертание зависит от шрифта, использованного для вывода символа.
Существует мнение, что символом номизмы также является буква «Ν», перечеркнутая посередине одним горизонтальным штрихом, однако это предположение не находит поддержки у исследователей.

## Использование символа
Символ «𐆎» используется для представления византийской денежной единицы и единицы измерения массы, эквивалентной соответственно стоимости или массе 1⁄72 римской либры золота (327,45 г), которая в Византии получила название «литра». Древнегреческое название этой единицы измерения — номизма. В Европе она была известна как «безант», «бизантин» или «византин» и представляла собой византийскую разновидность древнеримского солида, первоначально изготавливавшегося из технически чистого золота и весившего около 4,55 г. 
Знак встречается на византийских гирях, используется для обозначения денежных сумм в различных документах. 

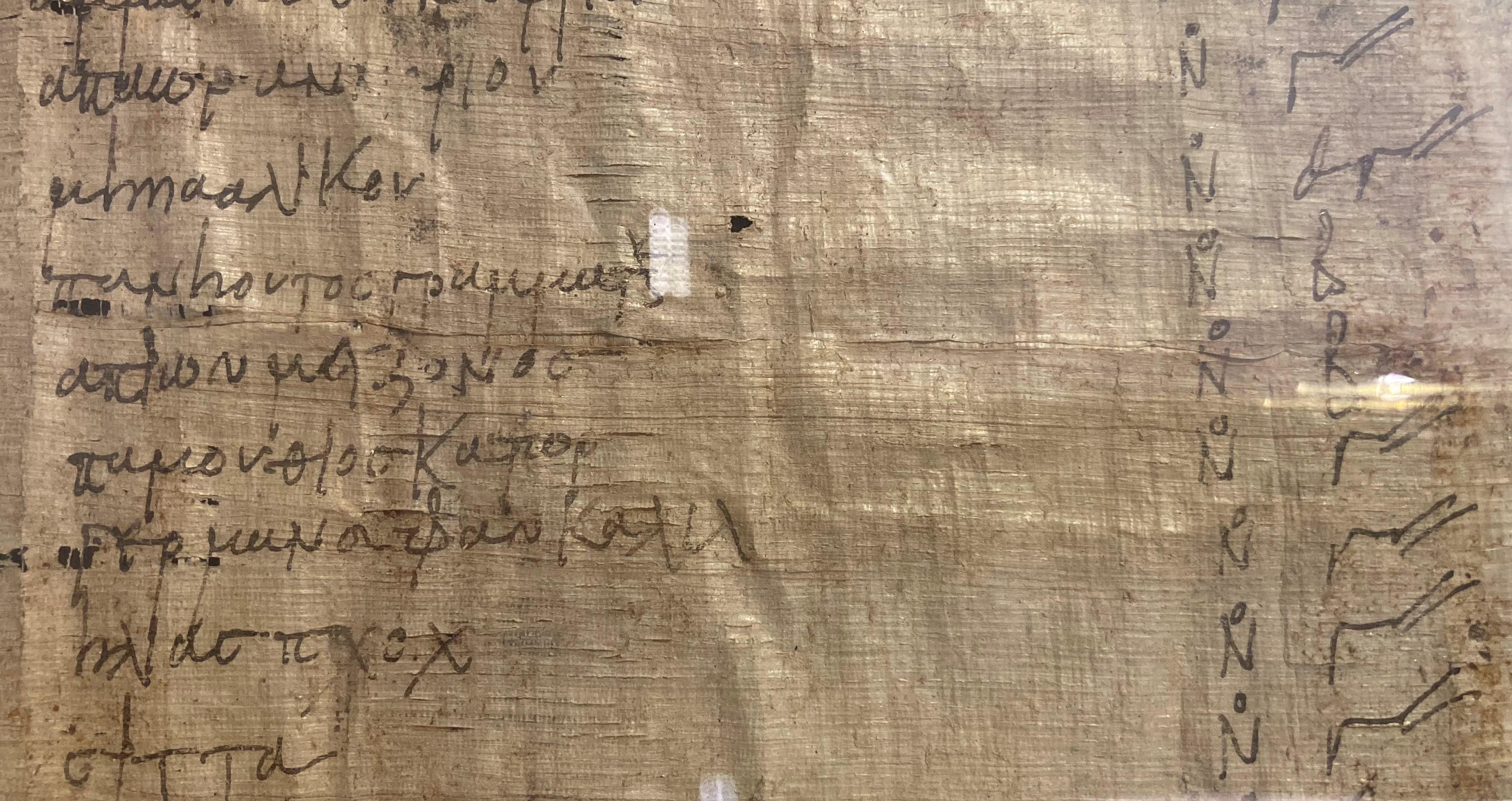
Оценка имущества Кириака и его братьев и перечень номинированных в номизмах платежей, которые причитались им от различных лиц, виновных в причинении ущерба данному имуществу. VI или VII век н. э.; Оксиринх, Египет (фрагмент; Египетский музей)